# Quintus Spicius Cerialis
Quintus Spicius Cerialis war ein römischer Senator, der im Rahmen seiner beruflichen Laufbahn (Cursus honorum) ungefähr zwischen 181 und 184 n. Chr. in der Funktion eines Legaten im Rang eines Prätors (Legatus Augusti pro praetore) die Statthalterschaft der Provinz Rätien innehatte.
Über das Leben des Spicius Cerialis ist nur sehr wenig bekannt. Bei seinem Amtsantritt in der rätischen Provinzhauptstadt Augusta Vindelicum (Augsburg) löste er um 181 seinen Vorgänger, Marcus Helvius Clemens Dextrianus, ab. Um das Jahr 185 übergab er die Amtsgeschäfte an seinen Nachfolger Gaius Caerellius Sabinus.

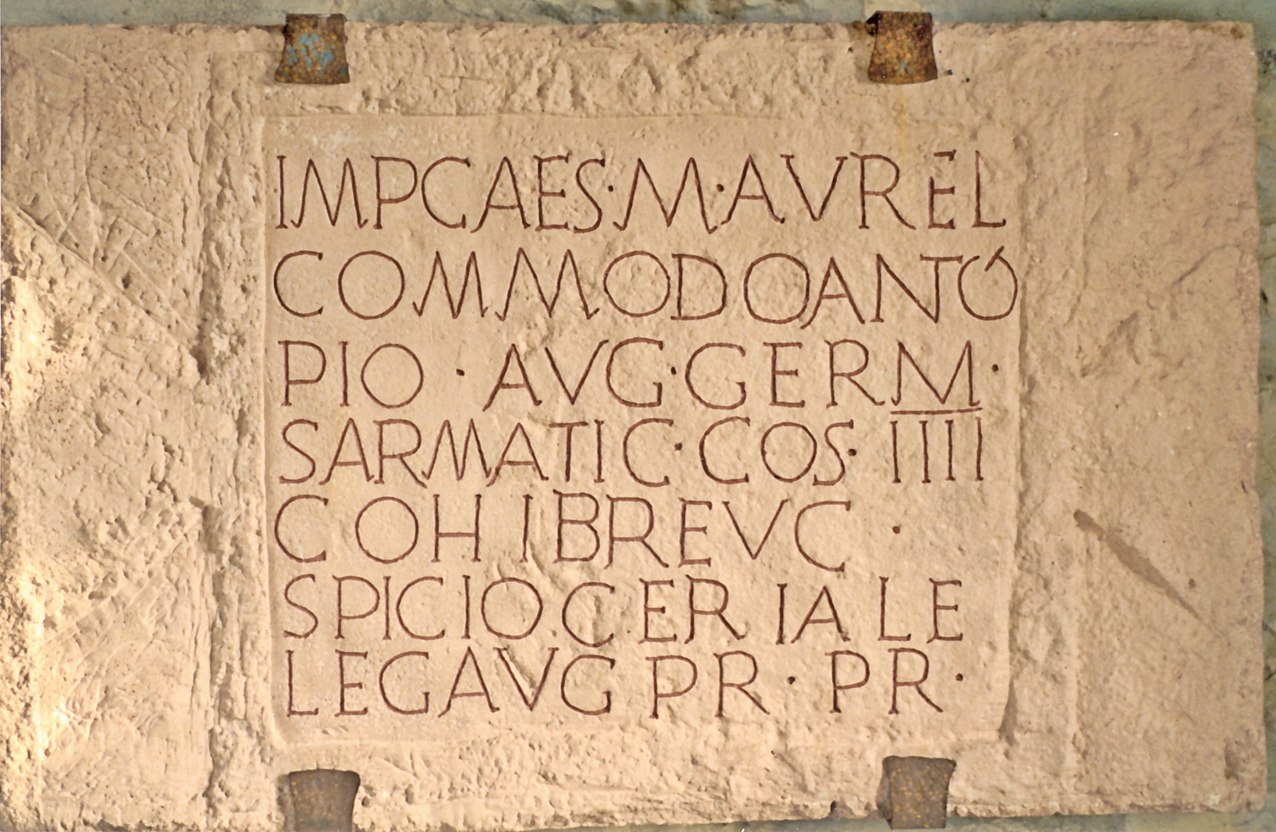
Abguss der Bauinschrift aus dem Kastell Pfünz

Spicius Cerialis wird in mehreren Inschriften der Provinz Rätien genannt. Die bisher älteste Nennung stammt aus dem Jahr 181 n. Chr. und wurde als Bauinschrift im Limeskastell Böhming im Altmühltal entdeckt. Der Statthalter hatte damals eine Abteilung der ihm unterstellten Legio III Italica aus Regensburg nach Böhming abkommandiert, um Teile des bis dahin in Holz-Erde-Technik errichtete Numeruskastells in Steinbauweise neu zu errichten. Ein Jahr später wurde im Rahmen dieses umfangreichen Ausbauprogramms für die rätischen Limesgarnisonen das Kastell Ellingen auf Anordnung des Statthalters ebenfalls in Steinbauweise erneuert. Eine dritte Bauinschrift aus den Jahren 183/184 n. Chr. bestätigt den Ausbau oder Reparaturen am rückwärtigen Kastell Pfünz, das auf einem Felssporn über der Altmühl stand. Die umfangreichen und kostspieligen Baumaßnahmen am Rätischen Limes werden von der Forschung in Zusammenhang mit der Beendigung des verheerenden ersten Markomannenkrieges (166 bis 175 n. Chr.) gesehen, in deren Folge von den Kriegern aus dem Barbaricum auch Teile der Provinz Rätien verwüstet worden waren. Bereits der Vorgänger von Spicius Cerialis, Marcus Helvius Clemens Dextrianus, hatte mit dem Bau des Regensburger Legionskastells 179 n. Chr. den neuen Stil römischer Grenzpolitik am Limes deutlich gemacht.
Aus der römischen Siedlung Eschenz (Tasgetium) am westlichen Abfluss des Rheines aus dem Bodensee ist das 1741 aufgefundene Bruchstück einer dem Flussgott Rhein geweihten, undatierten Inschrift bekannt, die ebenfalls Quintus Spicius Cerialis nennt und auch aus dessen Zeit als rätischer Statthalter stammt.